# 파드레 파드로네
《파드레 파드로네》(이탈리아어: Padre Padrone, "내 아버지, 내 주인"이라는 뜻) 또는  빠드레 빠드로네는 이탈리아의 형제 감독 비토리오와 파올로 타비아니감독이 독학으로 언어학자가 된 가비노 레다의 자서전을 소재로 만든 영화이다.

## 줄거리

### 아버지의 독재
가난하고 무식한 부모 때문에 사르디니아의 가난한 어린이들은 학교에 가지 못하고, 매일같이 산을 올라서 양을 친다. 주인공 가비노도 마찬가지..ㅂ가비노는 배움의 중요성을 모르는 무식한 아버지 때문에 학교에 가지 못한다. 아버지 몰래 학교에 갔다가 교실에 들이닥친 아버지를 보고 가비노는 겁에 질려 선 채로 오줌을 싸고, 가족들을 숨죽이고 살게 하는 독재자 아버지에게 가혹하게 구타당한다.

### 공부에 눈 뜨다
스무 살까지 문맹의 양치기로 살던 그는 아버지의 강요때문에 군에 입대한다. 문맹에다가 사르디니아 사투리밖에 할 줄 모르는 가비노는 군대생활에 어려움을 겪지만, 친구에게 이탈리아 표준어, 라틴어, 그리스어를 배우면서 자신이 배움을 좋아한다는 사실을 깨닫는다. 고향으로 돌아온 그는 노동을 강요하는 아버지에게 “아버지는 내 주인이 아니에요. 난 내 삶을 살 거예요.”라고 외치며 짐을 꾸려 도시로 떠난다. 한국의 한문처럼 지식인들만 이해할 수 있는 라틴어를 배울만큼 머리가 깨인 가비노에게 아버지는 더 이상 무서운 사람이 아니었던 것이다.이탈리아에서 사르디니아 사투리를 연구한 언어학자가 된 그는 자신의 삶을 담담히 돌아본다.

## 출연

### 주연
- 오메론 안토누티
- 마르첼라 미켈란젤리
- 파브리지오 포르테

### 조연
- 마리노 세나
- 스탠코 몰너
- 난니 모레티

## 기타
- 미술: 지아니 스바라
- 의상: 리나 넬리 타비아니

## 제작진
- 제작 RAI(이탈리아 라디오 텔레비전)
- 감독:비토리오, 파올로 타비아니
- 원작:가비노 레다
- 촬영:마리오 마시니
- 편집:로베르토 페르피 냐니
- 음악:에쥐스토 마키
- 출연:오메로 안토누티, 사베리아 마르코니, 마르첼라 미켈란젤리
- 수입·배급:백두대간

## 수상
1997년 칸 영화제에서 황금 종려상을 받았다.

## 평가
- 좌파 전통을 갖고있는 이탈리아 영화계에서 우수한 작품으로 평가받을 만큼 진보적인 작품이다. 그 증거로 영화의 주인공 가비노는 자신의 인생을 간섭하며, 복종을 강요하는 아버지의 권위주의에 굴복하지 않고, 가비노 자신이 옳다고 생각하는 신념에 따라 삶을 개척한다.